# 海泉寺 (大阪市)
海泉寺（かいせんじ）は、大阪市浪速区にある浄土宗の寺院。山号は龍元山（りゅうげんざん）。
過去には龍眼山（りゅうげんざん）も使用されていたが、海泉寺の歴史について書かれた寺伝に「龍元住む泉あり」という文言があり、現在は龍元山が使用されている。
本尊は阿弥陀如来。今宮戎神社の隣にある。

## 歴史
寺伝によると、開基：作太夫（のちの海泉房）が1185年に浄土宗の宗祖法然上人が四天王寺を参詣されたとき、新別所と名付けられた今の一心寺のあたりにて念仏を唱えたときに法然上人よりお袈裟と阿弥陀三尊来迎図をより授かり念仏修行をしていた草庵が海泉寺の始まりである。海の航海安全を祈願する媽祖像（まそぞう）が祀られて伝世していたとも言われているが、像は現存はしていない。
1945年（昭和20年）　大阪大空襲　により本堂、観音堂などすべて焼失。過去帳の一部と現存する阿弥陀如来像のみ消失を免れる。昭和37年本堂再建。平成元年観音堂再建。

## 墓地・納骨堂
境内墓地には江戸時代の俳人：小西来山（1654年〈承応3年〉 - 1716年11月16日〈享保元年10月3日〉）の夫婦墓がある（1915年〈大正4年〉発見）
- 境内墓地

- 納骨堂建立　　2017年　海泉寺納骨堂が建つ　2023年　納骨堂新館が完成

- 永代供養塔　　2008年　永代供養塔建立

- 樹木葬墓地　　2021年　樹木葬墓地完成

## 境内
- 本堂
- 納骨堂
- 境内墓地
- 小西来山の墓
- 樹木葬墓
- 永代供養墓
- 観音堂

## 交通
- 南海高野線　今宮戎駅　改札向かい（徒歩1分）
- 大阪メトロ　御堂筋線　大国町駅　3号出口から徒歩4分
- 大阪メトロ　四つ橋線　大国町駅　3号出口から徒歩4分
- 大阪メトロ　堺筋線　恵美須町駅　5号出口から徒歩4分
- JR環状線　新今宮駅　西口（北側）から徒歩6分